# Юния Клавдила
Юния Клавдила или Юния Клавдия (на латински: Junia Claudilla; Junia Claudia; † 34, 36 или 37 г.) е първата съпруга на римския император Калигула (упр. 37 – 41).

## Биография
Произлиза от фамилията Юнии, клон Юний Силан. Дъщеря е на Марк Юний Силан (консул 15 г.). Внучка е по бащина линия на Гай Юний Силан и Апия Клавдия. Баща ѝ е влиятелен оратор и има право в сената да дава пръв своят глас.
През 33 г. Юния се омъжва в Анциум за император Калигула. Тя умира през 34, 36 или 37 г. при раждане на първото им дете.